# 趙明河
趙 明河（チョ・ミョンハ、1905年4月8日 - 1928年10月10日）は、日本統治下朝鮮の拡大自殺犯。元々無差別殺人後に自殺する計画から発展したため、台中不敬事件以前に運動歴は一切ないが、韓国では「独立運動家」とされている。日本名は明河 豊雄（あきかわ とみお）。

## 人物
黄海道（現：黄海南道）松禾郡下里面の農家に生まれる。朝鮮の公立学校を卒業後、役所で臨時雇いとして勤務。結婚後、妻子を故郷に残したまま、1926年8月に単身で大阪へ移住。職工として働く傍ら、大阪商工学校や大阪市立商工専修学校などの夜学に通う。生活苦から1927年11月に台湾へ渡り、宮城県仙台市出身の日本人と偽って、日本人の経営する茶屋に勤務。しかしここでも生活は苦しく、そこに1928年5月初頭に無差別殺人を起こした後に自殺する拡大自殺を計画した。その後、陸軍特命検閲使として、久邇宮邦彦王が台湾を訪問していることを知って、無差別殺人から邦彦王殺害後に自殺する計画に変更した。
1928年5月14日に邦彦王の前に短刀を持って表れ、警護の者が邦彦王を庇う姿勢を取ると短刀を投げつけて逮捕される（台中不敬事件）。同年7月7日、一般傍聴禁止の特別公判が開かれ、死刑を求刑される。同年7月18日、「皇族ニ對シ危害ヲ加ヘタル者ハ死刑ニ處シ危害ヲ加ヘントシタル者ハ無期懲役ニ處ス」という刑法75条の規定により死刑判決。1928年10月10日に刑死。
なお、邦彦王は事件では一切負傷しなかったものの、翌年1月に急性内臓疾患で薨去した。趙は拡大自殺計画以前に日本統治下で独立運動をしていた過去を持たないが、韓国では「独立運動家」だったことにされている。『趙明河義士研究会』は、「邦彦王は短刀に塗られていた毒が回ったために翌年に死亡した」と主張し、このテロ事件を「朝鮮独立闘争の出発点」と位置づけて賛美した。実際に2019年5月、同団体により台北市の韓国学校の校庭に銅像が建立され、駐台北韓国代表部の関係者が同席の上で除幕式が行われた。